# Шмаре (община Копер)
Вижте пояснителната страница за други значения на Шмаре.
Шмаре (на словенски: Šmarje; на италиански: Monte di Capodistria) е село в Словения, Обално-крашки регион, община Копер. Според Националната статистическа служба на Република Словения през 2002 г. селото има 651 жители.